# 仙台牛タン焼き

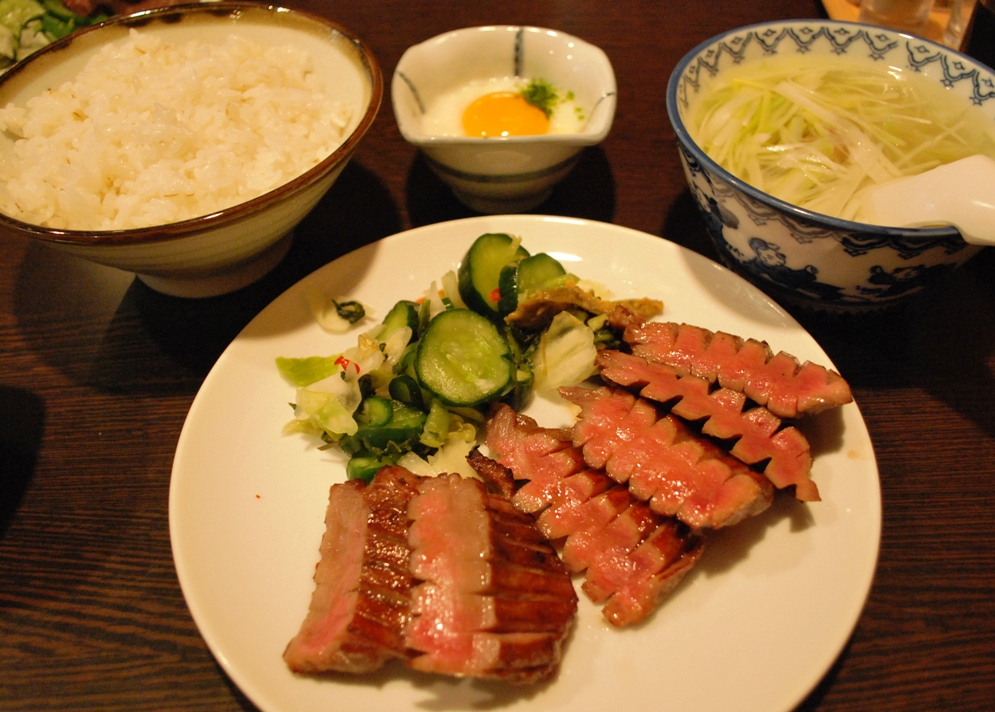
牛タン定食

仙台牛タン焼き（せんだいぎゅうタンやき）では、宮城県仙台市の名物である牛タン焼きについて扱う。

## 歴史
仙台市で初めて牛タンを出したのは、飲食店「太助」の店主である佐野啓四郎である。その時期については資料により、1948年（昭和23年）という記述と、1950年（昭和25年）という記述がある。1948年は太助が開店した年、1950年は牛タンが太助のメニューに登場した年である。牛タン焼きは庶民のための食事だったが、次第に牛タンの需要が世界的にも高まって高級部位となり、現在では観光客向けの食事、特別な日の食事に変わった。

### 佐野啓四郎と太助
佐野は1915年（大正4年）、山形県西村山郡西里村（現在の河北町）に生まれた。尋常小学校卒業後に上京して傘製造会社に就職し、山形市の魚屋、仙台市の仙台ホテル、東京の割烹、仙台の割烹や仕出し屋、花巻や白石の料亭など仕事を転々とした。東京で和食の修行をしていた頃、佐野は職人仲間とフランス人シェフのいる洋食屋に出かけ、そこのタンシチューで初めて牛タンを食べたが、これは日本人の口に合わないと感じたという。
1942年（昭和17年）から1944年（昭和19年）にかけて、佐野は海軍から徴用され、宮城県船岡町の海軍火薬廠に勤めた。ここでは明け番の日に商売ができたため、佐野は船岡で焼き鳥屋を営んだ。終戦後に佐野は仙台に移り東一番丁で「グリル番長」という店を開いた。この店は昼は喫茶店、夜は焼き鳥を扱う飲み屋だった。1948年（昭和23年）に店が引っ越した際、店の名前が「太助」となった。この太助が仙台における牛タン焼き発祥の店となる。佐野はこの頃から牛タンの研究を始め、様々な試行錯誤の結果、塩と胡椒と下味を付けた牛タンを炭火で焼くのが一番良いと考えた。1950年（昭和25年）に太助のメニューに牛タンが載り、1952年（昭和27年）に太助は稲荷小路へ移転して牛タン専門店となった。
佐野の牛タン焼きは、もともとが焼き鳥屋ということもあり、当初は酒のつまみというような扱いだったが、その後、牛タン焼き、麦飯、テールスープ、漬物という牛タン焼き定食が作られ、これが定番メニューとなった。また、当初の牛タン焼きの評判はそこまでなかったが、東北大学医学部のインターンが店の常連となって牛タン焼きの評判を広めたという。
佐野が牛タンに関心を持ったのは食肉業者が牛タンを店に持ち込んだのが契機という話がある。戦後、連合国軍占領下の日本では各地にアメリカ軍が駐留しており、それは仙台も同様だった。アメリカ兵は牛肉をよく好んだため、戦後、仙台における牛肉の消費量が増えた。その影響でアメリカ兵が好まない牛肉の部位を食肉業者が仙台市内の飲食店に持ち込んだ。そのような経緯で佐野は持ち込まれた牛タンを見て、日本人の口に合うようにできないか、関心を持ったという。しかし、当時は戦後の混乱期、食糧難の時代であり、佐野は牛タンをなかなか手に入れられず、宮城県だけではなく、隣県の山形県、福島県、岩手県まで出向いて牛タンの確保に奔走した。

### 名物へ
仙台における牛タン焼き専門店の数は昭和40年代まで限られており、太助と、太助の職人が独立して構えた店がいくつかある程度だった。そのような中で、1975年（昭和50年）に牛タン店「喜助」が開店した。喜助は大河原要が脱サラして開業した店で、佐野は大河原に味や焼き方を伝授するなど援助した。佐野に対する畏敬や恩義から、店名に「助」の字が取り入れられた。そして1980年（昭和55年）に喜助の2店目が仙台駅前の日乃出ビルに開業し、この時に「仙台名物」が銘打たれた。大河原は学徒出陣で海軍の航空隊に所属していた経歴を持っており、日本各地の海軍仲間が喜助を訪れた。その中には政治家や大企業の経営者、文化人なども含まれ、それにより東京方面へ仙台の牛タンの評判が広まった。
1982年（昭和57年）には宮城県や仙台市の観光課、商工会議所が太助に対して、仙台名物として牛タン焼きが広まるように要請した。また、仙台市の商社カメイは1985年（昭和60年）頃から、塩焼きに適した牛タンを世界から輸入する事に注力し、牛タンの質を上げるために工場へ出荷の仕方を指導した。このような企業活動が仙台の牛タン焼きの質を押し上げた。また商社は食材の他にも不動産物件、店舗設計、備品準備、メニュー開発などさまざまな提案、開業支援体制を用意し、このような商社の営業活動に伴って牛タンの店は増えていった。1988年（昭和63年）に「たんや利久」が開店したが、利久はシチュー、カレー、ハンバーグなど牛タン焼きにこだわらないメニューを作り、居酒屋風の店構えをした。また1991年（平成3年）に開業した「伊達の牛たん本舗」は土産物に取り組む一方、カフェバーとも見まがう斬新な店舗を構えた。このような新しい店が女性や家族連れの客層を取り込んだ。1990年（平成2年）には牛タン焼きが駅弁となった。
1980年代半ばにはアメリカ産牛タンやそのムキタンの利用が広まった。それ以前はオーストラリア産の骨付き皮付き牛タン (Short cut tongue) が主流であったが、霜降りかつ歩留まりがよいアメリカ産の骨なしタン (Swiss cut tongue) や既に皮を剥いてカットするだけのムキタン (Peeled tongue) が主流になった。
2001年（平成13年）、日本でBSE問題が発生し、牛タン専門店の売り上げは激減した。さらに2003年（平成15年）にはアメリカでBSE問題が発生して牛タンの輸入が完全に止まったことで、日本国内における牛タンの原料価格が暴騰し、いくつかの牛タン専門店は廃業や業態転換を余儀なくされた。

## 原料・調理方法
原料である牛タンの大部分は日本国外からの輸入品である。日本国内の牛タンの数は少なく、また仕入れ値が高いためにほとんど使われない。輸入牛タンの主な産地はアメリカ合衆国、オーストラリア、ニュージーランドで、近年ではフランス、イタリア、アイルランドからの輸入品もある。
下処理としては、牛タンの皮の部分を削ぎ落し、やや厚めにスライスして、そのスライスした両面に浅く切り込みを入れてから塩、コショウなどで下味を付ける。味付けは塩のほか醤油タレ、味噌もある。これを冷蔵庫で数日間、取り置いて味を馴染ませてから用いる。客から注文を受けると焼き台でこれが片面ずつ、何度か返しながら加熱されて客に供される。
牛タンの先端部分（タン先）と裏側（タン下）などの固い部位を除いたタンを輪切りにして焼くのが一般的で、塩味のタンは一般に「タン塩」と呼ばれ焼肉店でも提供されることが多い。仙台牛タン焼きの場合は、店員が塩味やタレをつけた牛タンを炭火等で焼いて出し、そのまま食べる。レモン汁はつけない。また、塩味とタレでは圧倒的に塩味が多い。

## 提供形態
料理の提供形態としては牛タン焼きと、麦飯、テールスープ、浅漬け、味噌南蛮（唐辛子の味噌漬け）をともに提供する「牛タン定食」が定番である。

### 牛タン定食

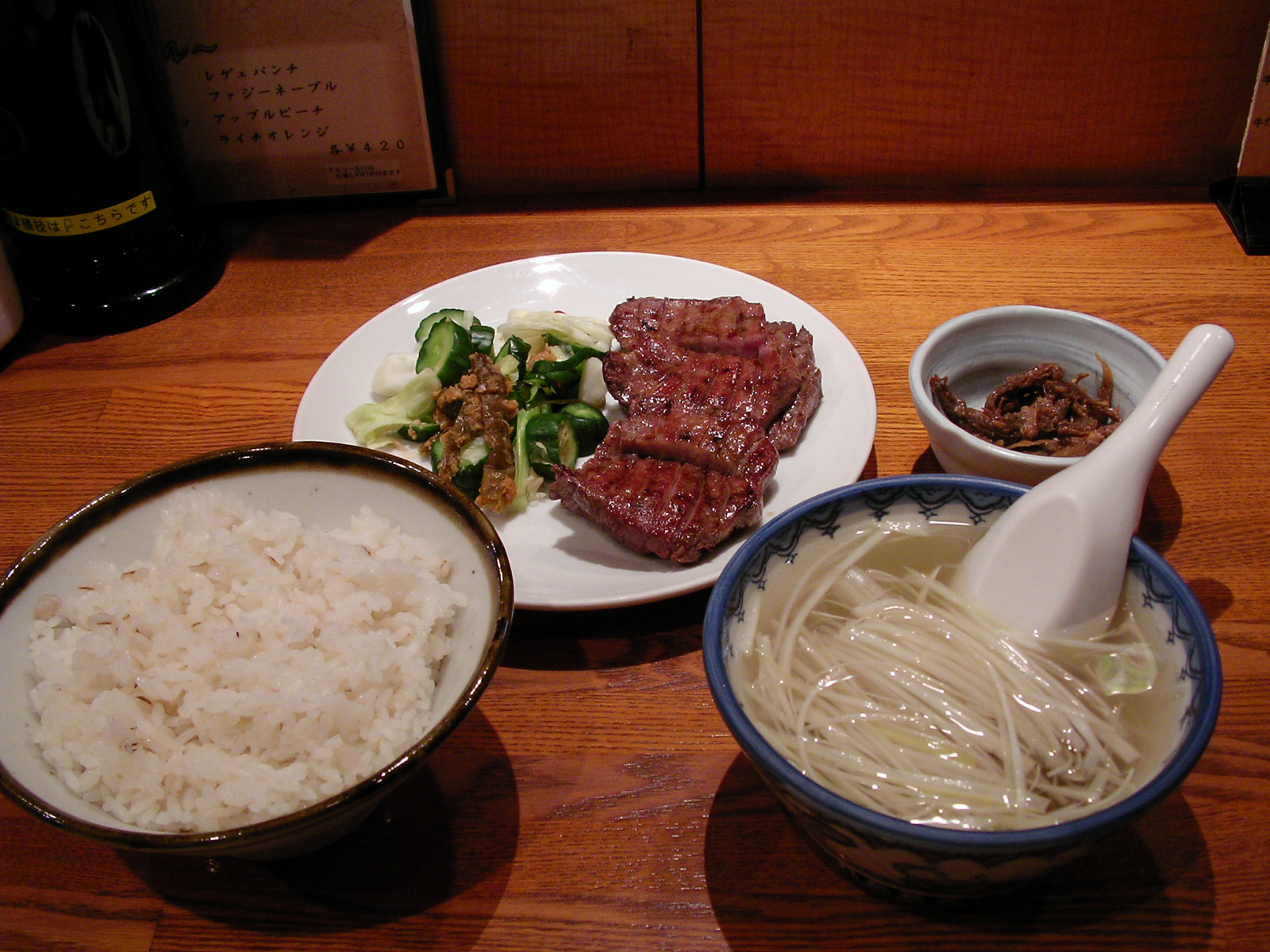
ある牛タン専門店の牛タン定食の例。中央に牛タン焼き、その左に浅漬けとみそ南蛮、左下に麦飯、右下にテールスープ、右上に牛佃煮が並ぶ。

仙台の牛タン料理専門店では、以下のようなセットメニューを「牛タン定食」「牛タン焼き定食」と呼ぶことが一般的である。「牛タン定食」は、開発当時の食糧難を反映した「麦飯」、「野菜の浅漬け」、佐野の出身地である山形県の伝統料理「味噌南蛮」、炭火による牛タン焼き、そしてテールスープが構成要素となる。サイドメニューとして、麦飯にかけるとろろ（麦とろ）が用意されている店も見られる。
| 構成要素     | 説明                                           |
| ------------ | ---------------------------------------------- |
| 牛タン焼き   | 塩味・タレ（醤油）味・味噌味ほか               |
| 麦飯         | 白米に少量の麦を入れて炊いたもの               |
| テールスープ | 牛の尾部を塩味で茹で、刻み葱を入れたもの。     |
| みそ南蛮     | 青唐辛子の味噌漬け                             |
| 浅漬け       | 複数の野菜（白菜・キャベツ・胡瓜など）が入る。 |

### 牛タン丼
牛タン焼き等を載せたどんぶりめしを「牛タン丼」として供する店もあるが、この場合、「牛タン定食」の全ての要素がセットされているとは限らない。

### 牛タン弁当
駅弁としても販売されている。「牛タン丼」のようにごはんの上に牛タン焼きが載せられている場合と、別々に分けられている場合とがある。加熱式と非加熱式がある。加熱式の場合は、二重容器の底部に発熱剤が入っていて、紐を引くと弁当が加熱される。

### その他
牛タン焼き以外のメニューとして、加熱した牛タンを用いるタンシチュー、牛タンカレー、つくね、スープで煮た「ゆでタン」、客が自分で加熱する牛タンしゃぶしゃぶ、さらに生のままの牛タンを用いたタン刺しや牛タン寿司などを取り揃える店もある。また、ひつまぶしのように、牛タン焼きが載せられた御櫃から取り分けて、温泉卵をまぶしたり、だし汁等を加えたりすることもある。
お土産物用として牛タン焼きのほか、牛タンの燻製や佃煮等がある。
祭りの屋台で、串に刺した牛タン焼きが売られることがある。しかし、牛と偽って豚のタンを販売しているケースも横行している。